# Strawberry Panic!
Strawberry Panic! (яп. ストロベリー・パニック! Суторобэри: Паникку!, русс. «Клубничная тревога!») — лайт-новел, аниме и манга в жанре юри. Автор оригинального сюжета — Сакурако Кимино, графика — Намути Такуми. Сюжет рассказывает об отдалённой школе для девочек, между ученицами которой развиваются романтические отношения.

## Сюжет
Нагиса Аой перешла в новую школу по наставлению бабушки, которая в ней училась. В первый же день она встречает красивую и в то же время вызывающе дерзкую старшеклассницу, которая внезапно целует её. Как выясняется, это была Сидзума Ханадзоно, занимающая положение «королевы школ» и своим странным поступком она оказывает Нагисе невиданную честь.

## Мир

Вид с воздуха на Холм Астрая. Видны: общежитие (сверху), Ле Рим (слева), Миатор (внизу), церковь и библиотека (в центре), и Спика (справа).

### Место действия
Действие аниме происходит на территории, принадлежащей трем школам: Академии Св. Миатору, Академии Св. Спика и Академии Ле Рим. Они расположены на Холме Астрая, сакральном месте, куда запрещён доступ мужчинам. Также при школах есть общежитие Итиго-Ся (яп. 苺舎 — «клубничный дом»), общая библиотека, крытый Зимний Сад и католический храм. На территории действуют строгие правила: введен комендантский час с 6 часов вечера, никакое мероприятие не может быть проведено без обсуждения его с 4-5 ученицами: президентами школьного совета от каждой академии и некоронованными королевами школ — Этуаль (на должность избираются парами, но во время сюжета Этуаль была всего одна) и многое другое.
- Академия Святого Миатору — школа для девушек, в которую перевелась главная героиня. Ученицы данной академии носят черные платья до колен с кружевными манжетами и воротниками, а также зелёный галстук. Летом ученицы Миатору носят не чёрное, а зелёное платье. Основной упор академия делает на соблюдение традиций, которые должны почитать все ученицы. Например, к таким традициям относятся знакомство всех новоприбывших с Этуаль, назначение младших учениц помощницами и другое. От учениц требуется отличное воспитание и знание французского языка. Эта школа постоянно соперничает с Академией Св. Спика во всех начинаниях, в том числе на заседаниях школьного совета и выборах Этуаль.

Цвет академии — зелёный.
- Академия Святого Спика — основной конкурент Академии Святого Миатору. Девушки, обучающиеся в данной школе, обязаны носить строгую школьную форму — белую юбку и пиджак с золотой каймой, а также клетчатый бант на шее. Академия Св. Спика делает упор на обучение в области различных искусств, в особенности скульптуры и музыки. Также в Спике учится много успешных спортсменок, выступающих на соревнованиях, существуют много спортивных кружков, конный клуб. Корпус академии славится своими барельефами и другими украшениями. При академии действует церковный хор, задачей которого выступать перед аудиторией всех трёх школ с различными гимнами.

Цвет академии — синий.
- Академия Ле Рим — третья школа, о которой известно меньше всего. Школьная форма, принятая в академии — клетчатая юбка, розовый корсет и бежевый кардиган. В обучении делается упор на эстетику и искусство. В них существует кружок косплея, костюмов, в Ле Риме учатся хорошие актрисы. Ученицы школы веселые и приветливые. В свои кружки принимают учениц из других школ. В вечном споре двух других школ придерживается политики невмешательства.

Цвет академии — красный.

### Этуаль
Особенностью школ является деятельность Этуаль. Этуаль — две самые почитаемые и уважаемые ученицы, представляющие все три школы. Однако кроме уважения и популярности они получают и массу обязанностей. Среди них чтение молитвы вслух перед каждым общим приёмом пищи, регулирование деятельности студсовета и внеклассной деятельности всех трёх школ, а также уход за Зимним Садом и почетная встреча и награждение победителей спортивных мероприятий. Несмотря на то, что Этуаль знакомы каждой ученице, они носят кулоны с синим и красным камнем каплевидной формы. Несмотря на то, что Этуаль обычно две, большую часть событий Этуаль является только одна ученица — Сидзума, так как вторая Этуаль (Каори Сакураги) умерла от болезни вскоре после избрания. Этуаль обычно избирают раз в три года на специальной церемонии. Выборы обычно проходят в несколько этапов: заявление (регистрация), испытание, собственно выборы и присуждение звания Этуаль.
Ученица, подходящая по критериям, становится кандидатом, но может и отказаться от участия в выборах. После выдвижения кандидат выбирает себе партнёра, которая станет Этуаль вместе с ней (в отличие от основного кандидата она не обязательно старшеклассница). Они вместе заявляют о своей кандидатуре на специальном собрании учениц школы. Испытание призвано отметить лучшую пару по спортивным достижениям и красоте вальсирования. На выборах ученицы анонимно голосуют за понравившуюся пару. На присуждении звания Этуаль объявляют победителей и выдают кулоны (основному кандидату обычно синий, а его партнёру — красный). Избранные Этуаль сохраняют должность до окончания обучения.
Несмотря на то, что Этуаль представляют все три школы, Академия Ле Рим никогда не выдвигала своих кандидатов на должность Этуаль, поэтому основная борьба разворачивается между оставшимися двумя школами. Чаще всего в выборах Этуаль лидировала академия Св. Миатору.

### Студсовет
Всей внеклассной деятельностью руководит студенческий совет. Члены студсовета должны выносить на рассмотрение любые проблемы, которые не касаются учёбы: театральные постановки, праздники, регулировка работы клубов и другое. Как правило, в студсовет входит 11 человек: по три представителя от каждой школы (избранный президент и его два помощника) и две Этуаль, которые следят за деятельностью совета и принимают окончательное решение по заданным вопросам. Президенты совета от каждой школы обычно равны в праве голоса, однако президент от Ле Рима предпочитает использовать это право крайне редко, следуя политике невмешательства. Во время событий, описанных в аниме, манге и лайт-новелл, президентом от Миатору является Миюки Рокудзё (две её помощницы не называются по именам и обычно сопровождают Сидзуму как Этуаль), от Спики — президент Сион Томори и две её помощницы — Канамэ Кандзё и Момоми Киясики, от Ле Рим — Тикару Минамото (имена помощниц называются, но особое место в сюжете не занимают).

## Список персонажей
Нагиса Аои (яп. 蒼井渚砂 Аои Нагиса) — главная героиня аниме. Её родители нашли работу за границей и уехали. В результате Нагиса переехала жить к бабушке, которая посоветовала ей перевестись в Академию Св. Миатору. Последовав совету, девушка переводится на 4 курс (соответствует первому классу общеобразовательной японской старшей школы и восьмому классу европейской школы) в середине семестра. В первый же день, заблудившись на территории, она встретила прекрасную и дерзкую старшеклассницу, которая попыталась поцеловать Нагису, но та рухнула в обморок. Очнувшись, она знакомится со своей будущей соседкой по комнате Тамао Судзуми, которая рассказывает ей обо всём и даже представляет Этуаль, которой оказалась Сидзума, та самая незнакомка. Впоследствии постоянные попытки Сидзумы поцеловать её на глазах у всех сделали Нагису очень популярной. Нагиса по мере знакомства с ней тоже начинает испытывать к ней чувства. Именно Нагиса уговорила Сидзуму не сбегать от обязанностей Этуаль, а честно принять и исполнять их. Впоследствии Нагиса помогала Сидзуме ухаживать за Зимним садом, что также входило в обязанности Этуаль. С тех пор они начали сближаться и в конце концов Нагиса была приглашена на виллу, принадлежащую Сидзуме. Постепенно, президент студсовета и по совместительству её лучшая подруга Миюки Рокудзё рассказывает Нагисе об истории любви Сидзумы и второй Этуаль, Каори Сакураги, после смерти которой Сидзума сильно изменилась. Узнав об этом, Нагиса решила больше не встречаться с Сидзумой, отчего пребывала в глубокой депрессии. Из этого состояния её вывели верные друзья, а затем Нагиса согласилась участвовать в выборах Этуаль по совету Рокудзё (это, по её мнению, должно было окончательно освободить Нагису от Сидзумы). Подготовка проходила в том числе под руководством Сидзумы. В конце концов, когда она врывается в зал в самый разгар и перед лицом учениц трёх школ признается Нагисе в любви, она понимает, что влюблена в Сидзуму, и сбегает вместе с ней с церемонии. Нагиса не любит французский язык, так как до перевода в школу она просто не изучала его. Лишь желание угодить Сидзуме и оправдать её доверие заставили её ночами изучать французский и сдать экзамен. Также у Нагисы есть талант к актёрскому мастерству: при постановке пьесы «Кармен», написанной её подругой Тамао, Тикару, исполнявшая роль Кармен, повредила ногу. В результате Нагиса заменила её и блестяще исполнила роль. Кроме того, она боится привидений.
Сэйю: Маи Накахара
Тамао Судзуми (яп. 涼水玉青 Судзуми Тамао) — одноклассница и соседка Нагисы по комнате. Эксцентричная, пышущая энтузиазмом четверокурсница академии Св. Миатору. Будучи на младших курсах, жила в комнате общежития одна и всегда мечтала о соседке. Поэтому, когда она узнала, что к ней подселяют Нагису, приложила все усилия, чтобы первой познакомиться с ней. Она показала Нагисе территорию и рассказала о местных правилах. С первых минут знакомства проявляла к Нагисе излишний интерес: под предлогом заказа школьной формы (которая имеет стандартный фиксированный размер для каждого курса) узнала все параметры тела Нагисы и записала их в свой блокнот, а также в одной из серий, воспользовавшись тем, что Нагиса боится привидений, постоянно пугала Нагису, чтобы записать на диктофон её «полные страсти крики». Излишний интерес оправдал себя: впоследствии он развился в полноценную влюблённость. Впоследствии Тамао часто ревновала Нагису к Сидзуме и старалась всегда быть рядом с ней в трудные моменты. Однако, когда они вместе с Нагисой подали заявки на участие в выборах Этуаль, быстро стала понимать, что Нагиса и Сидзума всё же любят друг друга несмотря на все страдания, которые они причинили друг другу. Именно Тамао подтолкнула Нагису в нужном направлении, когда Сидзума на глазах учениц трёх школ призналась ей в любви. Тамао является членом Литературного кружка и постоянно пишет поэмы. Её любимым писателем является Проспер Мериме, за чтением произведений которого её часто можно застать. Именно по новелле Мериме она создала заготовку для пьесы Итиго-Ся, а впоследствии написала и саму пьесу. Также именно Тамао предложила заменить травмированную Тикару Нагисой, так как она постоянно наблюдала за тем, как она помогала Сидзуме с репетициями и оценила её актёрские способности.
Сэйю: Аи Симидзу
Сидзума Ханадзоно (яп. 花園静馬 Ханадзоно Сидзума) — одна из главных героинь аниме. Ученица шестого курса Академии Св. Миатор и действующая Этуаль трёх школ. К своим обязанностям относится с особой беспечностью, постоянно убегает с совещаний студсовета, чем часто ставит в неловкое положение президента студсовета и свою лучшую подругу Миюки Рокудзё. Один из таких побегов закончился встречей Сидзумы и Нагисы, которая заблудилась на территории. Заинтересовавшись ей, Сидзума начала предпринимать дерзкие попытки поцеловать Нагису, что, впрочем, часто делала и с другими ученицами, так что никаких проявлений чувств, кроме желания повеселиться, эти попытки не несли. Когда же Рокудзё потребовала прямо ответить, зачем Сидзума это делает с Нагисой, она так и призналась, что Нагиса для неё «не более, чем симпатичная мордашка». Впоследствии после того, как Нагиса уговорила её честно выполнять обязанности Этуаль, а также совместной работы по уходу за Зимним садом, Сидзума начинает сомневаться на этот счёт. Именно в тот момент они с Нагисой начинают сближаться, но Сидзуму постоянно мучит образ её бывшей возлюбленной и второй Этуаль, Каори Сакураги. Вскоре Нагиса узнает правду и их отношения прерываются. Сидзума перестаёт посещать занятия. Позже она оправляется и находит письмо Каори, написанное ею незадолго до смерти, в котором она просила отпустить её и жить дальше. Впоследствии она поддерживает кандидатуру Тамао и Нагисы на новых выборах Этуаль, помогая с подготовкой. На выборах Этуаль Сидзума вбежала в зал и призналась в Нагисе в любви на глазах у учениц трёх школ, после чего вместе сбегают. Сидзума очень уважаема и имеет много поклонниц в школе. Она замечательно знает французский язык и даже помогает Нагисе перед экзаменами. Кроме того, Сидзума любит играть на пианино, часто играла в четыре руки с Нагисой. Сидзума также считается хорошей актрисой, она как Этуаль каждый год играла роль в школьном спектакле. Свою последнюю роль она сыграла в пьесе «Кармен», где ей досталась роль дона Хосе.
Сэйю: Хитоми Набатамэ
Миюки Рокудзё (яп. 六条 深雪 Рокудзё: Миюки) — президент студсовета от школы Св. Миатор. Миюки — лучшая подруга Сидзумы. Когда Сидзума избегала исполнение обязанностей Этуаль, Миюки защищала её перед студсоветом. Лишь появление в школе Нагисы вселило в неё надежду на исправление Сидзумы. Хотя она и сомневалась некоторое время насчет благоприятного отношения Сидзумы к Нагисе, но все же эта надежда жила в ней долгое время. Одним из её непоколебимых решений был выбор актёров для постановки пьесы «Кармен». При этом она пошла против воли студсовета и популярного мнения учениц, что Кармен и Дона Хосе должны играть Сидзума и Амане соответственно, а назначила на эти роли Тикару (президента студсовета от Ле Рима) и Сидзуму. Если первоначально большинство ролей досталось школе Спики, то после того, как Момоми и Кандзё чуть не сорвали постановку, она сократила роли учениц Спики в постановке. Именно Миюки рассказала Нагисе о бывшей возлюбленной Сидзумы. Долгое время она хранила ключ от её виллы. Именно ей принадлежала идея назначить Сидзуму учить Нагису и Тамао вальсу во время подготовки к выборам Этуаль. Её решимость в значительной степени стала колебаться, когда она увидела танец Сидзумы и Нагисы, а затем пришла в бешенство, когда Сидзума ворвалась на церемонию назначения Этуаль, но когда та призналась Нагисе в любви, и когда Тикару ей тихо и загадочно сказала «Сейчас самое время», поняла, что видит прежнюю Сидзуму, которой та была до смерти Каори, и позволила Сидзуме и Нагисе сбежать с церемонии.
Сэйю: Дзюнко Нода
Тиё Цукидатэ (яп. 月館千代 Цукидатэ Тиё) — ученица первого класса Академии Св. Миатор. Была назначена помощницей в комнату Нагисы и Тамао (по правилам академии, ученицы младших классов помогают старшеклассницам в уборке комнат, а старшеклассницы в свою очередь помогают им в учёбе). Относится к Нагисе с большим уважением, обращается к ней Нагиса-онэ-сама (уважаемая старшая сестра Нагиса). Является членом Литературного клуба и работает библиотекарем. Тиё всегда старается выполнять работу настолько хорошо, насколько это возможно, однако из-за её неуклюжести это получается не всегда.
Сэйю: Тива Сайто
Каори Сакураги (яп. 桜木花織 Сакураги Каори) — Каори перешла в Академию Св. Миатор в первый класс. В детстве она часто болела и не ходила в школу, проводя все время дома. По прибытии в школу, её доверили Миюки и Сидзуме как самым ответственным ученицам, чтобы дать ей возможность почувствовать радость школьной жизни. По мере общения Сидзума и Каори полюбили друг друга. Поэтому, когда Сидзума подавала заявку на участие в выборах Этуаль, она выбрала Каори в качестве партнёра. Однако вскоре после того, как их выбрали, Каори умерла. Незадолго до перевода в хоспис Каори оставила Сидзуме письмо, в котором просила не печалиться о ней и продолжать жить дальше.
Сэйю: Котоми Ивамура
Хикари Конохана (яп. 此花光莉 Конохана Хикари) — ученица Академии Св. Спика, подруга Нагисы и Тамао. Как и Нагиса, перевелась из другой школы. Вступила в школьный хор по настоянию Яи Нанто, оценившей её вокальные способности. Влюбилась в Аманэ Отори и усердно готовилась чтобы выступить с хором и поздравить её с победой на соревнованиях по верховой езде. Хикари очень набожна, её часто можно увидеть молящейся около статуи Девы Марии. Её имя на нихонго означает «свет».
Сэйю: Мию Мацуки
Яя Нанто (яп. 南都夜々 Нанто Яя) — соседка Хикари по комнате и её лучшая подруга. Помогла Хикари вступить в хор, который поздравляет Аманэ Отори и её команду с победой на состязаниях, и в дальнейших их отношениях, несмотря на собственный любовный интерес.
Сэйю: Нацуко Куватани
Аманэ Отори (яп. 鳳天音 О:тори Аманэ) — старшеклассница Академии Св. Спика, занимается верховой ездой. Пользуется уважением, имеет множество поклонниц в своей школе. Из-за её популярности президент студсовета Сион Томори пытается уговорить её стать новой Этуаль. Не любит быть в центре внимания, поэтому начинает тренироваться с раннего утра. На одной из таких тренировок знакомится с Хикари, к которой в дальнейшем испытывает чувства и ради которой в дальнейшем соглашается участвовать в выборах Этуаль. В школьной пьесе ей прочили роль дона Хосе, но та досталась Сидзуме, а Аманэ сыграла роль тореадора, возлюбленного Кармен. 
Сэйю: Юко Кайда
Цубоми Окувака (яп. 鳳天音 Окувака Цубоми) — Ученица первого класса Академии Св. Спика. Входит в состав хора Св. Спика. Вспыльчивая девушка, может легко выйти из себя, но быстро успокаивается. В хоре помогает Хикари и Яе, если у них что-то не получается. Испытывает симпатию по отношению к Яе, но старается этого не афишировать.
Сэйю: Сакура Ногава
Сион Томори (яп. 冬森詩音 То:мори Сион) — Президент школьного совета Академии Св. Спика. С связи с предстоящими выборами Этуаль она должна решить, кто будет кандидатом от Академии Св. Спика. Наиболее вероятным кандидатом она считает Аманэ Отори и старается сделать всё возможное, чтобы Аманэ согласилась на участие в выборах.
Канамэ Кэндзё (яп. 剣城要 Кэндзё: Канамэ) — Энергичная, властная и хитрая девушка. Является членом школьного совета Академии Св. Спика. Является вторым кандидатом на пост Этуаль от своей школы в паре с Момоми. Во всём завидует Аманэ и пытается избавиться от неё как потенциального конкурента на должность Этуаль, в том числе дважды пытается склонить  Хикари к интимным отношениям, таким образом «отобрав» её. от чего её сначала спасает Аманэ, а затем Яя. Перед выборами Этуаль вызывает Аманэ на теннисный поединок, в ходе которого проигрывает и просит её не отказываться от участия в выборах. В школьной пьесе ей досталась роль военачальника, под началом которого служит Дон Хосе.
Сэйю: Саяка Киносита
Момоми Киясики (яп. 鬼屋敷桃実 Киясики Момоми) — Ученица Академии Св. Спика. Входит в школьный совет Св. Спика и является второй помощницей президента Сион. Влюблена в Канамэ, помогает ей в осуществлении её замыслов. В школьной пьесе «Кармен» Момоми сыграла роль невесты дона Хосе.
Сэйю: Саори Гото
Тикару Минамото (яп. 源千華留 Минамото Тикару) — Ученица Академии Св. Ле Рим. Является президентом школьного совета Академии Св. Ле Рим, также возглавляет несколько клубов в своей школе. Очень дружелюбная девушка, всегда старается помогать другим по мере необходимости, многое знает обо всех трёх школах. В школьном спектакле «Кармен» Тикару досталась роль Кармен (однако в связи с травмой её заменила Нагиса). Также именно она создавала костюмы для спектакля.
Сэйю: Саки Накадзима

## Список серий
| Список серий | Список серий                               | Список серий        |
| № серии      | Название серии                             | Трансляция в Японии |
| ------------ | ------------------------------------------ | ------------------- |
| 1            | Цветущий холм «Sakura no Oka» (櫻の丘)     | 03.04.2006          |
| 2            | Этуаль «Etowāru» (エトワール)              | 10.04.2006          |
| 3            | Чердак «Yaneura» (三角関係)                | 17.04.2006          |
| 4            | Белый конь «Hakuba no Kimi» (白馬の君)     | 24.04.2006          |
| 5            | Младшая сестра «Imōtotachi» (妹たち)       | 01.05.2006          |
| 6            | Зимний сад «Onshitsu» (温室)               | 08.05.2006          |
| 7            | Ловушка «Ibara no Wana» (荊の罠)           | 15.05.2006          |
| 8            | Гортензии «Ajisai» (紫陽花)                | 22.05.2006          |
| 9            | Воспоминания «Kioku» (記憶)                | 29.05.2006          |
| 10           | Частные уроки «Kojinkyōju» (個人教授)      | 05.06.2006          |
| 11           | Метеоритный дождь «Ryūseiu» (流星雨)       | 12.06.2006          |
| 12           | Наши летние дни «Natsujikan» (夏時間)      | 19.06.2006          |
| 13           | Рокот волн «Shiosai» (潮騒)                | 26.06.2006          |
| 14           | Больше, чем друзья «Shinyū Ijō» (親友以上) | 03.07.2006          |
| 15           | Героиня «Hiroin» (ヒロイン)                | 10.07.2006          |
| 16           | За кулисами «Butaiura» (舞台裏)            | 17.07.2006          |
| 17           | Тайна «Himitsu» (秘密)                     | 24.07.2006          |
| 18           | Буря любви «Ai no Arashi» (愛の嵐)         | 31.07.2006          |
| 19           | Рефрен «Rifurein» (リフレイン)             | 07.08.2006          |
| 20           | Признание «Kokuhaku» (告白)                | 14.08.2006          |
| 21           | Как цветок «Hana no Yōni» (花のように)     | 21.08.2006          |
| 22           | Дуэль «Kettō» (決闘)                       | 28.08.2006          |
| 23           | Лабиринт «Meiro» (迷路)                    | 04.09.2006          |
| 24           | Круг судьбы «Unmei no Wa» (運命の輪)       | 11.09.2006          |
| 25           | Вальс «Enbukyoku» (円舞曲)                 | 18.09.2006          |
| 26           | Начало «Hajimari» (はじまり)               | 25.09.2006          |

## История манги и сериала
История проекта началась в 2004 году, когда в журнале Dengeki G’s Magazine были опубликованы эскизы работы Титосэ Маки, и читателям предложили прислать свои варианты развития сюжета истории женских персонажей. Затем в журнале вышла серия коротких рассказов, написанных Сакурако Кимино. Рассказы были восторженно приняты читателями, и редакция приняла решение о выпуске манги, для чего была привлечена Намути Такуми, впоследствии ставшая также дизайнером телесериала. Манга вышла в 2005, сериал — в 2006 году.